# Арсеньев, Иоанн Васильевич
Иоа́нн Васи́льевич Арсе́ньев (7 [19] марта 1862, Москва — 8 сентября 1930, Москва) — духовный писатель, священник из дворянского рода Арсеньевых.

## Биография
Родился 7 (19) марта 1862 года в семье инспектора казённых училищ Московского учебного округа Василия Сергеевича Арсеньева (1829—1915), который в 1852 году вступил в брак с княжной Натальей Юрьевной Долгоруковой (1830—1902) — дочерью Ю. А. Долгорукова. Наталья Юрьевна была глубоко верующей; она дружила с игуменией Страстного монастыря Евгенией (Озеровой); почитала митрополита Филарета, которого навещала в Троицком подворье.
В 1868 году семья переехала в Замоскворечье, где прошло детство и отрочество И. Арсеньева; до весны 1873 года жили в доме купца Поземщикова на Большой Полянке, затем переехали в Левшинский переулок, а в 1874 году переехали в Санкт-Петербург, где Арсеньев поступил в 3-ю Санкт-Петербургскую гимназию. Весной 1878 года Иван Арсеньев тяжело заболел и уехал с матерью за границу. Из-за границы они вернулись в Москву, где в мае 1879 года Иван Арсеньев поступил во 2-й класс Московской духовной семинарии, которую с отличием окончил летом 1884 года.
Затем он учился в Московской духовной академии (1885—1889), — 3-й магистрант XLIV курса. Преподавал в Вифанской семинарии. Читал лекции по нравственному богословию для старшего отделения Педагогических курсов Московского училища ордена Святой Екатерины. Был законоучителем и настоятелем домовой церкви московского учительского института (с 1892), а также законоучителем Главного немецкого училища Св. Петра.
В 1898 году был удостоен степени магистра богословия за работу «Ультрамонтанское движение в текущем столетии, до Ватиканского собора включительно» (Харьков, 1895). В 1914 году стал доктором церковной истории за фундаментальный труд «От Карла Великого до реформации» (М., 1909-1910).
15 января 1918 года стал пятым настоятелем Храма Христа Спасителя; с 1922 года — протоиерей. После захвата храма обновленцами, 3 апреля 1922 года был арестован по делу «Совета объединённых приходов» по обвинению «в агитации» против советской власти (о сопротивлении изъятию церковных ценностей). 13 декабря 1922 осуждён Московским революционным трибуналом по статьям 69, 62, 73 и 119 Уголовного кодекса РСФСР на 5 лет. По амнистии срок был понижен до 2 лет. 28 мая 1923 года освобождён из Таганской тюрьмы под подписку о невыезде, благодаря ходатайству Помполита. В ночь с 12 на 13 ноября 1923 года вновь арестован и заключен в Бутырскую тюрьму — «за распространение воззвания патриарха Тихона и призывах к массовому и открытому противодействию постановления ВЦИКа», приговорен к 5 годам концлагеря и в январе 1924 года — очевидно, благодаря ходатайству Помполита, заключение в концлагерь было заменено на высылку в Тверь. В конце 1920-х — находился в Кимрах. Весной 1930 года — арестован, приговорен к 3 годам ссылки в Северный край с конфискацией имущества. Благодаря вмешательству Е. П. Пешковой от высылки был освобождён и продолжил свою научную деятельность.
Умер 8 сентября 1930 года. Похоронен на Даниловском кладбище напротив северного входа в храм Святого Духа.
Был членом Общества любителей духовного просвещения.

## Семья
Жена: Александра Васильевна Мартынова (с 1891, Сергиев Посад). Их дети:
- Сергей (1894—?)[3]
- Василий (?—?), у него дочь Надежда[4]